# Salzburger Frauenliga
Die Salzburger Frauenliga ist seit der Saison 2010/2011 die höchste Spielklasse im Salzburger Frauenfußball sowie die dritthöchste Spielklasse in Österreich. Der für sie zuständige Landesverband ist der Salzburger Fußballverband.

## Geschichte
1994–2000 Anfänge der Damenliga
| Saison | Meister                    |
| Turnier                                                                                                   | Turnier                    |
| --- | -------------------------- |
| 1994/95                                                                                                   | USV Leopoldskron-Moos      |
| Salzburger Damenliga                                                                                      |                            |
| 1995/96 K1 K2                                                                                             | ESV-ASKÖ Saalfelden-Harham |
| Salzburger Landesliga                                                                                     |                            |
| 1996/97 K1                                                                                                | ESV-ASKÖ Saalfelden-Harham |
| 1997/98                                                                                                   | USV Leopoldskron-Moos      |
| 1998/99                                                                                                   | SG PSV/SW Salzburg         |
| 1999/2000                                                                                                 | ESV-ASKÖ Saalfelden-Harham |
| 2000/01 – 2007/08                                                                                         | keine Meisterschaft        |
| K1 Änderung des Meisterschaftsmodus und Umbenennung der Liga. K2 1995/96: Einführung der Dreipunkteregel. |                            |

In Salzburg wurde schon in den 1970er und 1980er Jahren eine Landesliga ausgetragen, in der Saison 1994/95 wurde ein weiterer Versuch unternommen: Die Teilnehmer teilte man in zwei Gruppen mit je drei Vereinen ein. Die zwei besten jeder Gruppe spielten um das Finale, das der USV Leopoldskron-Moos gewann. Ein Jahr später trug man mit sieben Vereinen, ESV-ASKÖ Saalfelden-Harham, DFC Anthering, USV Leopoldskron-Moos, USC Mariapfarr-Weißpriach, USV Ebenau, DSK Hallein und USV 1960 Berndorf, die Damenliga aus. Bis 2000 wurden ESV-ASKÖ Saalfelden-Harham, USV Leopoldskron-Moos und die Spielgemeinschaft PSV Salzburg und SC Schwarz-Weiß Salzburg Meister. Ab 2000 gab es keine Meisterschaft auf Landesligaebene, stattdessen spielten die besseren Vereine, wie der USK Hof, Lieferinger SV und ASK Salzburg in der neu gegründeten 2. Division Mitte.
2008/09 Hobby-Liga
| Saison                                          | Meister                                         |
| Frauenliga Oberösterreich-Salzburg (Hobby-Liga) | Frauenliga Oberösterreich-Salzburg (Hobby-Liga) |
| ----------------------------------------------- | ----------------------------------------------- |
| 2008/09                                         | FC Munderfing                                   |

In der Saison 2008/09 schlossen sich Vereine, in denen Frauenfußball gespielt wurde, zusammen und spielten eine Meisterschaft auf Amateurbasis aus. Es fanden sich zehn Vereine aus Oberösterreich und Salzburg: FC Munderfing, ASV Taxham, Union Mondsee, USV Köstendorf, Union Burgkirchen, Union St. Peter/Hart Damen, Union Reichersberg, Union Aspach-Wildenau, FC Andorf und SK Altheim. Es gewann der FC Munderfing die Meisterschaft, ASV Taxham und USV Köstendorf spielten in der neugegründeten Salzburger Frauenliga.
Seit 2009 Salzburger Frauenliga (3. Spielklasse)
| Saison                                                        | Meister                                           |
| Salzburger Frauenliga                                         | Salzburger Frauenliga                             |
| ------------------------------------------------------------- | ------------------------------------------------- |
| 2009/10 K1                                                    | USK Hof II                                        |
| 2010/11                                                       | USK Hof II                                        |
| 2011/12                                                       | USK Hof II                                        |
| 2012/13                                                       | FC Bergheim II                                    |
| 2013/14                                                       | FC Pinzgau Saalfelden                             |
| 2014/15                                                       | FC Bergheim II                                    |
| 2015/16                                                       | FC Pinzgau Saalfelden                             |
| 2016/17                                                       | FC Bergheim II                                    |
| 2017/18                                                       | USK Hof                                           |
| 2018/19                                                       | Heeres SV Wals                                    |
| 2019/20                                                       | wegen COVID-19-Pandemie in Österreich abgebrochen |
| 2020/21                                                       | wegen COVID-19-Pandemie in Österreich abgebrochen |
| 2021/22                                                       | SG Tennengau                                      |
| 2022/23                                                       | FC Pinzgau Saalfelden                             |
| 2023/24                                                       | FC Pinzgau Saalfelden II                          |
| 2023/24                                                       | SG Bergheim/Salzburg                              |
| K1 Änderung des Meisterschaftsmodus und Umbenennung der Liga. |                                                   |

Ab 2009 gliederte man die Salzburger Frauenlandesliga in das österreichische Ligasystem als 3. Spielklasse ein. Seit diesem Zeitpunkt erkämpften sich die zweite Mannschaft des USK Hof und FC Bergheim, der die Mannschaft von USK Hof übernahm, dreimal den Meistertitel, dazwischen holte sich FC Pinzgau Saalfelden zweimal den Meister. 2018 wurde der USK Hof mit einer Frauenmannschaft, die seit 2014 neu aufgebaut wurde, Salzburger Meister. 2019 siegte der Heeres SV Wals. In den folgenden zwei Jahren wurde die Saison wegen der COVID-19-Pandemie in Österreich abgebrochen. In der Saison 2021/22 gewann die SG Tennengau, eine Spielgemeinschaft vom UFC Bad Vigaun, des SU Abtenau und des SG Golling/Abtenau, die Meisterschaft. In der Saisonen 2022/23 und 2023/24 feierten der FC Pinzgau Saalfelden bzw. das zweite Frauenteam der Saalfeldener.

## Bezeichnung (Sponsor)
Die Landesliga in Salzburg hat zurzeit keinem Sponsor im Namen. Folgende Namensänderungen hat die Landesliga in ihrer Namensgebung gehabt.
- Salzburger Damenliga: 1995/96
- Salzburger Landesliga: 1996/97–1999/2000
- Salzburger Frauenliga: seit 2009/10

## Spielmodus
Die Liga umfasst sieben Teams, wobei jeder Verein gegen jeden Verein drei Spiele bestreitet. Eine Saison umfasst insgesamt also 21 Spieltage. Der nach Saisonende Tabellenerste ist für die Relegation zum Aufstieg in die zweitklassige 2. Liga Mitte/West mit den Meistern aus Oberösterreich, Tirol und Vorarlberg berechtigt.

## Die Titelträger
Folgende Vereine wurden in Salzburg Meister:
4 Meistertiteln
FC Bergheim II (2013, 2015, 2017)
inkl. SG Bergheim/Salzburg (2025)
FC Pinzgau Saalfelden (2014, 2016, 2023)
inkl. FC Pinzgau Saalfelden II (2024)
USK Hof (2010 M1, 2011 M1, 2012 M1, 2018)
3 Meistertiteln
ESV-ASKÖ Saalfelden-Harham (1996, 1997, 2000)
2 Meistertiteln
USV Leopoldskron-Moos (1995, 1998)
1 Meistertiteln
SG Tennengau (2022)
Heeres SV Wals (2019)
FC Munderfing (2009)
SG PSV/SW Salzburg (1999)